# Monanthotaxis schweinfurthii
Monanthotaxis schweinfurthii (Engl. & Diels) Verdc. – gatunek rośliny z rodziny flaszowcowatych (Annonaceae Juss.). Występuje naturalnie w Afryce – w Wybrzeżu Kości Słoniowej, Kamerunie, Republice Środkowoafrykańskiej, Sudanie Południowym, Etiopii, Gabonie, Kongo, Demokratycznej Republice Konga, Ugandzie, Kenii, Tanzanii, Malawi, Zambii oraz Angoli. 

## Morfologia
PokrójZimozielony krzew lub liany dorastające do 2–7 (–15) m wysokości. Młode pędy są mniej lub bardziej owłosione.
LiścieMają kształt od odwrotnie jajowatego do lancetowatego. Mierzą 6–16 cm długości oraz 3–7 cm szerokości. Są lekko owłosione od spodu. Nasada liścia jest od klinowej do zaokrąglonej. Blaszka liściowa jest o spiczastym wierzchołku. Ogonek liściowy jest owłosiony i dorasta do 4–10 mm długości.
KwiatySą pojedyncze lub zebrane w pary, rozwijają się w kątach pędów. Działki kielicha mają owalnie trójkątny kształt i dorastają do 1–2 mm długości. Płatki mają kształt od odwrotnie jajowatego do prawie okrągłego i żółtą lub kremową barwę, osiągają do 2–6 mm długości. Kwiaty mają 8–9 pręcików i 6–9 słupków o jajowatym kształcie i długości 1–5 mm.
OwoceMają kształt od kulistego do eliptycznego, pojedyncze lub zebrane po 2–5 w owoc zbiorowy osiągający 7–12 mm długości i 6–10 mm szerokości. Są owłosione, osadzone na szypułkach.

## Biologia i ekologia
Rośnie w wiecznie zielonych lasach, często na brzegach rzek. Występuje na wysokości od 1300 do 2000 m n.p.m.

## Zmienność
W obrębie tego gatunku wyróżniono dwie odmiany:
- Monanthotaxis schweinfurthii var. seretii (De Wild.) Verdc.
- Monanthotaxis schweinfurthii var. tisserantii (Le Thomas) Verdc.